# Festival Internacional Narciso Yepes
Festival Internacional Narciso Yepes va ser un festival de música clàssica especialitzat en guitarra que tenia lloc anualment al Principat d'Andorra, a la població d'Ordino. Se'l considera, encara anys després de la seva desaparició, com un dels certamens de música més importants del principat, on han desfilat noms com el mateix Narciso Yepes que més tard el va apadrinar, Jean-Pierre Rampal, Yehudi Menuhin, Alicia de Larrocha, Barbara Hendricks, Nicanor Zabaleta, o Victòria dels Àngels entre molts d'altres.

## Història

### Inicis (1982-1991)
Començà a celebrar-se l'any 1982, gràcies a la programació anual per a la qual apostaren Josep Duró i Gerard Claret després que l'any abans tingués lloc el que, sense saber-ho, seria el primer dels molts concerts de Yepes a Andorra. L'acte, organitzat per l'Oficina de Turisme d'Ordino, es va celebrar el dissabte 17 d'octubre a les 10 del vespre a l'església del poble. Segons una entrevista a Ignacio Yepes, fill de Narciso, els germans Claret es coneixien ja des de feia anys amb el seu pare, amb qui tot i la diferència generacional, acabaren tenint una molt bona amistat. De l'amistat, precisament també dels Claret amb Duró, sorgí la proposta de convidar Yepes a actuar a Andorra l'any 1981, i pel que sembla, el guitarrista en va quedar enamorat.
Als inicis del festival, llavors anomenat Festival d'Ordino, els concerts tenien lloc a l'Església de Sant Cebrià i Sant Corneli, fins a l'any 1991, en què es va inaugurar l'Auditori Nacional d'Andorra, també a Ordino. Pel prestigi i envergadura que anava agafant el festival, Yepes havia suggerit la necessitat de disposar d'un auditori i sembla que el cap de Govern del moment, va acabar apostant per aquesta opció, descartant finalment un museu de l'automòbil i ubicant al lloc on hi havia hagut l'antic assecador de tabac de la Casa d'Areny Plandolit, l'auditori de cambra que encara és a dia d'avui.

### Etapa 1991-2017
Amb un auditori pensat i dissenyat pels arquitectes José María García de Paredes i l'ordinenc, Albert Pujal, el festival va poder anar agafant més embranzida i portant noms de la talla de Josep Carreras, Montserrat Caballé, el Ballet Nacional de Cuba, Barbara Hendricks o l'Orchestre Nationale du Capitole de Tolosa de Llenguadoc, a més dels ja citats al paràgraf introductori d'aquest article, fins i tot el mateix Ignacio Yepes, dirigint-hi l'ONCA i que hi actuà en diferents edicions, el 2012, 2015 i 2017 El festival va passar a anomenar-se Festival Internacional Narciso Yepes, com a suggeriment dels organitzadors, a la mort del reconegut guitarrista, i també creador de la guitarra de deu cordes, l'any 1997.
Durant tot aquest període en fou director Gerard Claret, qui tingué el recolzament, ja des de l'inici, de Josep Duró a nivell institucional i com a representant comunal. Fou l'any 1998 en què l'organització va començar a recaure en l'Associació Festivals d'Ordino, formada per Iniciatives Turístiques d'Ordino i la Fundació Crèdit Andorrà.
La família Yepes, hi actuà amb el Trío Yepes els anys 2012 i 2017, per commemorar, en aquesta darrera ocasió, el 20è aniversari de la mort de Narciso.

### ElFestival Ordino Clàssic(2018 - actualitat)
L'any 2018 i per decisió del Comú d'Ordino i la Fundació Crèdit Andorrà, el festival canviarà definitivament de nom, aparcant-ne aquesta vegada la relació amb qui en fou un dels fundadors i padrí. Amb l'objectiu de retornar a la programació més clàssica, que els darrers anys havia quedat més aparcada, encara sota la direcció de Claret. En els darrers anys del festival com a tal, s'hi havia programat noms com Rosario, Manel, Blaumut o Bebe, entre molts altres, allunyats en la majoria dels casos, del que s'entén pròpiament com a música clàssica, a excepció del grup Blaumut, que hi feu binomi amb l'ONCA, en un concert concebut especialment per al Narciso Yepes.
Amb aquest darrer canvi de nom del festival, també hi hagué un nou nomenament de director, passant de Gerard Claret a Josep Martínez Reinoso.